# Sunpu jōdai
Les Sunpu jōdai (駿府城代) sont des fonctionnaires du shogunat Tokugawa ayant pour responsabilité la gestion et la défense du château de Sunpu (Sunpu-jō), également appelé « château de Shizuoka ».
Les nominations pour cet important poste de gardien du château à Shizuoka sont exclusivement réservées aux fudai daimyo. Ce titre japonais est couramment traduit par les termes de « commissaire », « magistrat » ou encore « gouverneur ».
Parmi ces officiels du shogunat se trouve Tomoaki Toki (1859-1863).